# Чугун
Чугунът (на руски: чугун; на английски: cast iron) е желязо-въглеродна сплав със съдържание на въглерод (С) от 2,14% до 6,67%.
Чугунът бива бял, сив и ковък. Най-голямо влияние върху структурата и свойствата на чугуна оказват химичният състав и скоростта на охлаждане. Някои елементи, като силиций, никел и алуминий, както и бавното охлаждане увеличават графитообразуването, т.е. допринасят за получаването на сив чугун. Обратно, манганът и сярата и бързото охлаждане допринасят за образуването на цементит (карбид), т.е. за получаването на чугун.
Модифицираният чугун е получен чрез прибавяне на модификатори (добавки), които премахват газовете и оказват благоприятно влияние върху графитизацията и механичните свойства на метала. Още по-добри свойства притежава висококачественият чугун.

## Произход на названието
Според речника на БАН, думата е заета в българския език от руския (рус. чугун). Произходът ѝ е тюркски: на чувашки tš́ugun, на балкарски соɣun, на татарски čujεn, на чагатайски čüjün.
Определението, което дава Речникът на БАН, е: „Вид желязо, което съдържа голям процент въглерод, силиций и манган и не може да се кове, а само се лее.“

## Видове чугуни
Чугуните могат да се разделят в две големи групи в зависимост от състоянието на въглерода в тях: бели чугуни – представляват двукомпонентни сплави на желязото с въглерода, и в тях почти всичкият въглерод е свързан до цементит Fe3C (малка част от въглерода е разтворена във ферита); сиви чугуни – в тях или почти всичкият въглерод, или по-голяма част от въглерода е в свободно състояние като графит, а максималното количество въглерод, свързано до цементит, съответства на евтектоидна концентрация.

### Бял чугун
В белия чугун въглеродът е свързан с желязото под формата на железен карбид . Съдържа още манган и силиций. Той е много твърд, но крехък. Не е ковък и не може да се заварява.

### Сив чугун
В сивия чугун по-голямата част от въглерода е разтворена във вид на графит, който му придава сивия цвят. Съдържа манган и силиций, но в сравнение с белия чугун манганът е по-малко, а силицият повече, което му придава известна трошливост. Съответно той не се кове, лее се отлично и добре се обработва с режещи инструменти.
Сивият чугун се използва за производство на печки, радиатори, зъбни колела, вани, мивки, кожуси за електромотори.

### Ковък чугун
Ковкият чугун. Използва се при производство на брави, ключове и т.н. Може да се заварява със специални електроди. По своите механични свойства ковкият чугун заема средно място между чугуна и стоманата (Rt,u = 300 ¸ 600 Mpa, d10 = 2 ¸ 18 %)

## Приложение

### В строителството
Сивите чугуни, които се използват предимно в строителството, се означава с буквите „СЧ“ (сив чугун) и число, което показва якостта на опън в Mpa, надхвърлена десетократно. Механичните свойства на различни марки чугун са определени съгласно БДС 1799 – 74.
Приложението на чугунените изделия в строителството е ограничено поради замяната им с изделия на основата на полимери, керамика, фаянс, стъкло и други материали. В съвременното строителство чугунът се използва главно за направа на канализационни тръби, водоприемници, радиатори, вани, мивки, сифони, и други изделия, които имат по-голяма устойчивост на корозия и по-добри експлоатационни свойства на стоманите. Някои чугунени изделия, като вани, мивки и др., се емайлират за постигане на хигиенен ефект.

### В бита
Чугунени отливки се използват масово при изработката на нагревателни плочи като се правят от специална марка чугун устойчив на резки температурни промени, за да се избегне напукване.

## Класификация на сивите чугуни
Сивите чугуни са трикомпонентни сплави, тъй като за да се осъществи графитообразуването, съдържанието на силиций в тях достига до 3%, и разглеждането им като двукомпонентни сплави само на желязото с въглерода е неправилно (за разлика от белите чугуни). В зависимост от формата на графитните включения (начина на графитизация), сивите чугуни биват три вида:
- обикновени сиви чугуни, в които графитът има пластинчата форма, която в равнината на шлифа наблюдаваме като крива; пластинчатата форма на графитните включения в обикновените сиви чугуни влияе неблагоприятно върху механичните им свойства, тъй като краищата на пластинките действат като концентратори на напрежения;
- високояки чугуни – в тях графитът има форма, близка до сфера, и се нарича сфероидален, като тази форма на графита осигурява добър комплекс от механични свойства, и се постига чрез добавяне на тъй наречените модификатори в стопилката (например магнезий или церий);
- ковки (темперовани) чугуни – в тях графитът е с характерна памукообразна (наричана още гнездовидна) форма. Обуславя се от начина на графитизация – специална термична обработка, известна под името темпероване (графитизиращо отгряване) на бели чугуни. Темпероването е с голяма продължителност и поради това оскъпява процеса на графитизация, което е и причина да се използва все по-рядко. Не трябва да ни заблуждава наименованието „ковък чугун“ – чугунът никога не се обработва чрез пластична деформация. Думата „ковък“ в случая показва само, че гнездовидната форма на графитните включвания позволява малка степен на пластична деформация преди разрушение, за разлика от разрушението при обикновените сиви чугуни.

Сивите чугуни могат да се разглеждат като метална матрица (основа) с разположени в нея графитни включения. Видът на металната основа (степента на графитизация) позволява да разделим сивите чугуни на още три групи:
- феритни чугуни – представляват феритна основа с графитни включения с някоя от разгледаните по-горе форми; при тези чугуни степента на графитизация е максимална, тъй като при стайна температура феритът разтваря въглерод в много малки концентрации – хилядни от процента;
- ферито-перлитни чугуни – при тях металната основа съответства на подевтектоидна стомана, и известна част от въглерода (но по-малко от 0,765% – евтектоидна концентрация) е свързана до цементит;
- перлитни чугуни – те са с минимална степен на графитизация, а металната им основа може да се разглежда като евтектоидна стомана, т.е. 0,765% от въглерода в тези чугуни е свързан с желязото до карбид (цементит).